# Trương Quang Giao
Trương Quang Giao (1910–1983) là cán bộ lão thành cách mạng Việt Nam, nhiều năm làm Bí thư Tỉnh ủy Quảng Nam - Đà Nẵng, Bí thư Liên khu ủy Khu 5. Ông là nhà lãnh đạo cuộc tổng khởi nghĩa trong Cách mạng Tháng Tám 1945 ở Quảng Ngãi. Ông đã từng giữ chức Phó Trưởng ban Tổ chức Trung ương, Phó Chủ nhiệm Ủy ban Thống nhất Trung ương và đã được Nhà nước Việt Nam tặng thưởng Huân chương Sao vàng và Huân chương Hồ Chí Minh.

## Tiểu sử
Trương Quang Viên sinh ngày 20 tháng 3 năm 1910, trong một gia đình nông dân nghèo tại làng Mỹ Khê, huyện Sơn Tịnh (nay là xã Tịnh Khê, thành phố Quảng Ngãi), tỉnh Quảng Ngãi. Ông gia nhập Đảng Cộng sản Việt Nam tháng 9 năm 1930.

### Hoạt động cách mạng
Trong thời gian từ năm 1930 đến cuối năm 1933, Trương Quang Giao và các đồng chí của mình lãnh đạo nhân dân tổ chức các cuộc biểu tình có hàng ngàn người tham gia, tiến về Huyện lỵ Sơn Tịnh đấu tranh đòi người cày có ruộng, phản đối bất công, đàn áp. Ông đã hai lần bị bắt giam, bị kết án 3 năm tù giam tại nhà lao Quảng Ngãi, đến cuối năm 1933 được trả tự do. Đến năm 1938, ông bị bắt lần thứ 3 và bị giam và bị kết án 6 tháng tù. Cuối năm 1938, Trương Quang Giao lại tiếp tục liên lạc với cơ sở cách mạng, gây dựng lại phong trào. Đầu năm 1939, ông bị bắt lần thứ tư, kết án 5 năm tù, đày đi Buôn Ma Thuột. Ở đây, ông và các bạn tù chính trị Phạm Kiệt, Nguyễn Đôn, Bùi Chấn, Trần Lương, Nguyễn Công Phương,... tiếp tục hoạt động cách mạng bí mật, liên lạc với tổ chức Đảng bên ngoài.
Cuối năm 1944, Tỉnh ủy Quảng Ngãi lâm thời thành lập, do ông làm Bí thư. Tỉnh ủy lâm thời họp cấp tốc vào 10 tháng 3 năm 1945 tại nhà của Trần Quý Hai và quyết định: tiến hành khởi nghĩa giành chính quyền ở Ba Tơ và một số địa phương nhằm tạo ra những điều kiện tiến tới giành chính quyền trong toàn tỉnh. Ban Khởi nghĩa được thành lập do Trương Quang Giao làm Trưởng ban, trực tiếp lãnh đạo khởi nghĩa vùng trung tâm tỉnh và huyện Sơn Tịnh.
Đêm 11 tháng 3 năm 1945, cuộc khởi nghĩa Ba Tơ bùng nổ và giành thắng lợi. Trưa ngày 14 tháng 8 năm 1945, Tỉnh ủy và Ủy ban vận động cứu quốc tỉnh do Trương Quang Giao đứng đầu, cùng với đại diện Ban chỉ huy Đội du kích Ba Tơ đã họp và quyết định phát động toàn dân vũ trang khởi nghĩa giành chính quyền. Đến ngày 16 tháng 8 năm 1945, Chính quyền cách mạng các cấp ở tỉnh Quảng Ngãi được thành lập.

### Qua hai cuộc kháng chiến
Ngày 24 tháng 9 năm 1945, Trương Quang Giao làm Chủ nhiệm Ban Mặt trận Việt Minh tỉnh Quảng Ngãi.Năm 1946, Trương Quang Giao là Ủy viên Ban Thường vụ Xứ ủy Trung bộ, sau đó là Ủy viên Khu ủy Khu 5 và làm Bí thư Tỉnh ủy Quảng Nam - Đà Nẵng.
Năm 1950 - 1951, ông là Bí thư Ban Cán sự Tây Nguyên kiêm Chính ủy Bộ Tư lệnh Mặt trận Nam Tây Nguyên. Từ năm 1952 đến năm 1954, ông là Ủy viên Thường vụ Khu ủy Khu 5. Tháng 9 năm 1954, Liên khu 5 tỏ chức lại Liên khu ủy gồm 9 người Trương Quang Giao, Nguyễn Côn, Ngô Đức Đệ, Võ Toàn, Trần Lê, Trương Chí Cương, Huỳnh Lắm, Trương Quang Tuân và Nguyễn Xuân Hữu do Trương Quang Giao làm Bí thư Liên khu ủy.

### Cuối đời
Tháng 3 năm 1955, ông bị bệnh nặng, phải ra miền Bắc chữa bệnh. Sau đó, ông trải qua các chức vụ: Phó Trưởng ban Tổ chức Trung ương, Phó Chủ nhiệm Ủy ban Thống nhất Trung ương và Ủy viên Ủy ban Kiểm tra Trung ương, Ủy viên Ủy ban Mặt trận Tổ Quốc Việt Nam.
Năm 1977, ông nghỉ hưu và về sống tại thành phố Đà Nẵng. Ông từ trần vào ngày 3 tháng 7 năm 1983.

## Vinh danh
Với những cống hiến của mình, Trương Quang Giao được Đảng, Nhà nước tặng thưởng:
- Huân chương Sao Vàng,[12]
- Huân chương Hồ Chí Minh,
- Huân chương Độc lập hạng Ba,
- Huân chương Kháng chiến hạng Nhất,
- Huy hiệu 50 năm tuổi Đảng ...[10][13]
- Kỷ niệm chương vì sự nghiệp giải phóng miền Nam thống nhất Tổ quốc[14]

Tên của ông được đặt cho nhiều con đường ở tỉnh Quảng Ngãi, tỉnh Đắk Lắk, thành phố Đà Nẵng,...
Ở xã Tịnh Khê có Nhà lưu niệm về ông. Công trình được khánh thành năm 2006. Năm 2012, tỉnh Quảng Ngãi có đề xuất xây mới công trình ở địa điểm mới cùng xã. Gia đình ông hiện đang cư trú ở Quảng Ngãi.